# Jhon Obregón
Jhon Obregón (Cali, Valle del Cauca, Colombia, 8 de febrero de 1990) es un futbolista colombiano. Juega como delantero y su equipo actual es el Ayacucho F. C. de la Primera División del Perú. Tiene 35 años.

## Trayectoria
Jhon es un futbolista colombiano de grandes cualidades que se ha caracterizado haber jugado en varios países, a la fecha (2017) ha militado en 11 equipos de 9 países.
Su debut como profesional se dio en el año 2009 en Bolivia en ese país militó en La Paz FC y Nacional Potosí durante 4 años y medio.
En 2013 se fue a jugar a la liga de Tailandia durante 6 meses en el Ratchaburi Football Club los otros 6 meses los jugó en México con el Tiburones Rojos de Veracruz.
En 2014 jugó en la tercera división de Brasil con el Guarani Futebol Clube.
En 2015 se convierte en el primer jugador en Colombiano en jugar en Baréin cuando fichó con el Riffa Club. 6 meses después toma rumbo a Europa por primera vez fichando con el Ethnikos Achnas.
Para enero de 2016 por primera vez en su carrera juega en su natal Colombia cuando Eduardo Pimentel dueño del club y que se ha caracterizado por contratar jugadores de nacionalidad poco usuales en Latinoamérica y que hallan militado en varios clubes por el mundo lo convence para jugar 6 meses con el cuadro Ajedrezado de Tunja.
Luego de su estadía en Tunja, ficha con el campeón de la liga de Macedonia (FK Vardar) con el cual jugó la Champions.
El 7 de enero de 2018 es presentado como nuevo jugador del Ayacucho Fútbol Club de la Primera División del Perú.

## Clubes
| Club                | País                | Temporada           | Partidos | Goles' |
| ------------------- | ------------------- | ------------------- | -------- | ------ |
| La Paz FC           | Bolivia             | 2009-2010           | 24       | 8      |
| Nacional Potosí     | Bolivia             | 2011-2012           | 21       | 7      |
| Tiburones Rojos     | México              | 2013                | 7        | 0      |
| Ratchaburi          | Tailandia           | 2013                | 12       | 4      |
| Nacional Potosí     | Bolivia             | 2014                | 4        | 0      |
| Guarani             | Brasil              | 2014                | 6        | 1      |
| Riffa Club          | Baréin              | 2015                | 4        | 1      |
| Ethnikos Achnas     | Chipre              | 2015                | 11       | 3      |
| Boyacá Chicó        | Colombia            | 2016                | 10       | 1      |
| FK Vardar           | Macedonia           | 2016                | 8        | 3      |
| Birkirkara          | Malta               | 2017                | 2        | 0      |
| Ayacucho            | Perú                | 2018                | 10       | 0      |
| Total en su carrera | Total en su carrera | Total en su carrera | 109      | 28     |